# Trnovec (gmina Medvode)
Trnovec – wieś w Słowenii, w gminie Medvode. W 2018 roku liczyła 173 mieszkańców.